# 努昂勒菲兹利耶站
努昂勒菲兹利耶站是法国的一个铁路车站，位于法国中部市镇努昂勒菲兹利耶。

## 位置
努昂勒菲兹利耶站位于努昂勒菲兹利耶的东部，距离市镇中心大约150米。车站在省道D41线的铁路平交道口附近，其中上行站台在道口北侧，下行站台在道口南侧。

## 车站概况
努昂勒菲兹利耶站是一个小型铁路车站，配有人工窗口和自动售票机，但因该站人流量较小，其人工窗口的服务时间仅限于工作日高峰时段。
努昂勒菲兹利耶站没有地下通道或天桥，且两个方向的站台之间间隔较远，前往对向站台的乘客需通过平交道口横穿铁路正线；同时，努昂勒菲兹利耶站的站台较为狭窄，其安全线以内的部分占了整个站台的近2/3，因此，努昂勒菲兹利耶站存在较为严重的安全隐患。

## 停靠线路
以下列车线路在努昂勒菲兹利耶站停靠：
| 努昂勒菲兹利耶站列车线路表      |              |              |          |              |
| 线路                            | 车种         | 上一站       | 下一站   | 大致运行频率 |
| 奥尔良—维耶尔宗/布尔日/讷韦尔   | 法国大区列车 | 拉莫特博弗隆 | 萨勒布里 | 每天1~2趟    |
| 奥尔良—沙托鲁/阿尔让通/拉苏特兰 | 法国大区列车 | 拉莫特博弗隆 | 萨勒布里 | 每天4趟左右  |
| 1.                              |              |              |          |              |

## 配套交通

### 长途汽车
| 停靠努昂勒菲兹利耶站的大巴车 |                              |                                                                        |
| 上下车地点                   | 运营单位                     | 主要目的地                                                             |
| 努昂勒菲兹利耶站门口         | 卢瓦-谢尔省城际客运 Route 41 | 萨勒布里、布卢瓦                                                       |
| 努昂勒菲兹利耶站门口         | SNCF                         | （当某条铁路线施工或罢工时，SNCF可能会提供途径该线路沿途站点的大巴车） |
| 1. 2. 3.                     |                              |                                                                        |

### 市内交通
努昂勒菲兹利耶站附近暂无城市公共交通线路。

## 临近车站
| 努昂勒菲兹利耶站（Gare de Nouan-le-Fuzelier） |                    |            |
| 上行车站                                      | 线路               | 下行车站   |
| 拉莫特博弗隆站                                | 奥尔良－蒙托邦铁路 | 萨勒布里站 |
| - 本表仅显示运营中的线路及车站                |                    |            |